# 加藤久
加藤 久（かとう ひさし、1956年4月24日 - ）は、日本のサッカー指導者、元サッカー選手、スポーツ研究者（博士（学術））。宮城県宮城郡利府町出身。

## 経歴

### 現役時代
県内屈指の進学校である宮城県仙台第二高等学校の出身。仙台二高在学時より将来を嘱望され、早稲田大学に憧れていたため、猛勉強の末に一般入試で同大教育学部へ進学（同じ18歳入学の同級生たるPL学園高校硬式野球部の不動の3番二塁手だった金森栄治とは現在も大親友）、早稲田大学ア式蹴球部へ入部、DFやディフェンシブな中盤の選手としてプレーした。関東大学リーグや大学サッカー選手権を始め多くのタイトルを獲得した。また在学中の1977年に日本代表に選出された。
1979年に早稲田大学を卒業し、1年のブランクを経て1980年からは日本サッカーリーグ(JSL)1部の読売サッカークラブに入団。スイーパーを務め、守備のリーダーとしてチームを統率。1980年代から1990年代初頭に掛けてJSL1部5回、天皇杯3回など、DFとしてクラブ黄金時代を支えた。
日本代表としては、1977年7月5日にカルクム・ビトラーとの親善試合で代表デビューを果たした。翌年12月15日、アジア競技大会での韓国戦で代表初得点を決めた。1985年に行われた1986 FIFAワールドカップ・アジア予選 では主将を務め、最終予選まで勝ち進んだが、出場を懸けた最終予選の韓国代表との第1戦では、CKから放ったヘディングシュートがクロスバーに当たって得点を奪えず、1-2で破れた。続く第2戦0-1と敗れ、本大会への出場を逃した。
1987年のソウルオリンピック予選においても最終予選まで駒を進め、第1戦で中国代表に1-0と勝利、引き分けでも1968年メキシコ以来のオリンピック出場権を得られる条件に加え、ホームでの対戦であったが、第2戦で0-2と破れ、オリンピック出場は得られなかった。この試合を最後に日本代表から退いた。
1991年、読売クラブでの現役、それもレギュラーの選手ながら、日本サッカー協会から強化委員会の一員に選ばれた。日本代表としての活躍と、早稲田大学助教授という高い学識の双方の経験を買われての起用だった。1993年には強化委員会の副委員長になり、日本代表監督のオフトやファルカンへの評価を下す立場になった。
1993年5月15日、横浜マリノスとのJリーグ開幕戦に先発出場したが、松木安太郎監督とポジショニングを巡り対立し、以降の試合では数試合でベンチ入りするも、イェーネ・ハンセンにポジションを奪われるなどもあって起用されず、移籍を希望するようになった。ヴェルディの副社長との話し合いの末、一度は残留に傾いたが、結局、Jリーグ移籍第1号選手として7月に清水へと移籍、移籍後初戦のジェフ市原戦では額を切って包帯を頭に巻きながらのプレーを強いられた。加藤加入後の清水の守備は安定して優勝争いに加わったが、ヴェルディに競り負け優勝を逃した。Jリーグカップでも清水は決勝でヴェルディに敗れて優勝を逃した。同年7月17日にはJリーグオールスターサッカーに先発出場した。
1994年シーズンも清水と契約したが、埼玉県所沢市にある早稲田大学所沢キャンパスで学生指導、あるいは東京都渋谷区（当時）での日本サッカー協会で仕事をした後、東京から清水まで移動する長距離通勤生活は限界があった。チーム練習参加が難しかったこともあり、常時出場は難しく、1stステージ6節でようやくベンチ入り、7節で初出場したが、僅か6試合の出場に留まった。14節の鹿島アントラーズ戦では2枚のイエローカードを受けて退場となった。一方、V川崎ではネルシーニョがヘッドコーチとなって松木監督との共同指導体制に移行し、一時は移籍を決断したラモスなどのベテラン選手の不満を容れて再びブラジルスタイルへ回帰していた。この状況で、加藤は再びV川崎へ移籍（復帰）することになった。同年7月23日にはＪリーグオールスターサッカーに2度目となる先発出場した。
同年7月、2ndステージから1年ぶりにヴェルディへ復帰したが、センターバックはペレイラ、廣長優志が先発起用されていたこともあり、出場機会は限られたことから、現役引退を発表した。現役最後の公式戦はJリーグチャンピオンシップのサンフレッチェ広島戦、11月26日の第1戦(1-0)に続いて12月2日の第2戦でも先発出場、ラモスがループシュートを決めて1-0と連勝し、V川崎が2年連続での王者に輝いた。試合後に加藤は親友のラモスと抱擁し、有終の美を飾り、現役を（日刊スポーツ・加藤の写真あり）。

## 引退後と指導者経歴
1995年からは大学での指導と協会の仕事に携わり、ファルカン解任で就任した加茂周監督の評価を行った。1996年のアジアカップで日本代表はクウェートに敗れてベスト8に終わり、更に加茂が帰国時に体調不良を訴えると、強化委員会は加茂の更迭を主張し、後任にネルシーニョを推薦した。しかし、協会会長の長沼健はこれを退け、加茂の続投を決めたことで、強化委員会は存在意義を失い、加藤は強化委員を辞任した。
1997年、ヴェルディの監督に就任。元JリーガーとしてJリーグクラブチームの監督になった人物は史上初である。この時に早稲田大学も退職し、初めてサッカーに専念する生活になった。しかし、メンバーの高齢化、前園らの新戦力が活躍出来なかったこともあり、12試合で4勝8敗の16位と低迷した責任を取って、1stステージ途中の6月に辞任した。その後はテクニカルディレクターとして活動し、1998年には東京工業大学の博士課程に進学して、再び大学とサッカーを両立させる生活に戻った。
1999年にはヴェルディを離れ、Jリーグの技術委員として活動した後、2000年にはJ2・湘南ベルマーレの監督に就任した。ヴェルディ時代に獲得した前園真聖をレンタルで呼び、松原良香などアトランタオリンピックに出場した選手を中心として戦ったが、1年でのJ1復帰というチーム目標は達成できず、シーズン終了後に解任された。この解任劇でフロントに不信感を持った前園、松原らこのシーズンを支えた主力もチームを去った。
その後は解説者などとしても活動し、東京工業大学で博士の学位を取得した2003年に沖縄かりゆしFC（九州サッカーリーグ）の監督に招聘されたが、チームの運営に関する内紛に巻き込まれてシーズン途中の9月に今シーズン限りのでの辞任が発表された。それでも加藤はチームを九州サッカーリーグ優勝に導いたが、全国地域リーグ決勝大会で敗れて日本フットボールリーグ(JFL)昇格は逃した。しかし、加藤は沖縄との関係を残し、小学生から高校生まで、女子を含めて青少年世代の育成を目指すヴィクサーレ沖縄FCをNPOとして設立し、その理事長となった。このチームはU-15（中学生年代）で高円宮杯U-15、U-12（小学生年代）で全日本少年サッカー大会に出場するなど、沖縄県内の強豪ユースとしての地位を固めた。
2007年シーズンを前にJ2・京都サンガF.C.に招聘された。ヴィクサーレ沖縄との関係維持を条件にこれに応じ、京都の専務取締役（実質上のゼネラルマネージャー職）に就任。当初はGMとしてチーム編成などにかかわり、美濃部直彦監督を支える立場にあったが、シーズン途中からは総監督として現場指導にも関わった。さらに、チームに敗北が増えて目標のJ1復帰が危うくなってきた同年10月に美濃部監督を解任し、自らが監督に就任して残りのJ2リーグ戦とJ1・J2入れ替え戦を戦い、チームの大目標だった1シーズンでのJ1復帰を達成した。
当初は暫定監督扱いだったが、結果を残したことから、以後もGM職との兼任で引き続き京都を指揮。選手を大きく入れ替えてJ1に臨んだ2008年シーズンは、特定の形にこだわらず、相手に応じて様々なシステムを併用する采配を見せ、賛否両論を読んだ。年間通じて残留争いに苦しんだが、結果は14位で、J1残留という最低限の目標を達成。2009年シーズンは上位進出を目指して更に積極的に補強に動いたが、再び下位に沈み、2008年と全く同じ勝ち点での12位に終わる。それでも、2部制導入以降でクラブ史上初となる、3シーズン連続のJ1残留に導いた。
2010年シーズンは、足掛け4年目の長期政権となったが、やはり開幕から下位に沈み、10戦未勝利で最下位となった第14節終了後の7月27日に解任が発表された。合わせて、契約途中だった専務取締役職も退いた。
2011年、東日本大震災の発生直後から被災地域での復興支援活動に取り組んでいたが、日本サッカー協会に任ぜられ、同年10月よりJFA復興支援特任コーチとして活動していたが、2012年10月末で退任。
2013年12月16日、ジュビロ磐田のゼネラルマネージャーに就任。
2018年8月1日、第15回日本サッカー殿堂へ掲額されると発表された。
2019年2月から2020年9月までFC町田ゼルビアの未来プロジェクトリーダーを務めた。
2020年10月2日、京都サンガF.C.の強化育成本部長に就任した。2022年8月10日、強化部からの異動を打診され固辞し、退団。

## 研究者生活
加藤は大学卒業後も研究を志向した点で、サッカー選手の中では異彩を放っている。早稲田大学教育学部を卒業後、筑波大学大学院体育学研究科修士課程に進学し、スポーツ選手では異例の1年間の空白期間を作り研究生活を続けた。1981年に修士課程を修了し、母校の早稲田大学で助手となった。その後も学生の指導と自己の研究を続け、1984年に早稲田大学体育局専任講師、1991年に早稲田大学人間科学部助教授に嘱任（担当科目は体育学、スポーツ社会学）。当時から少年向けのサッカー技術解説書を執筆していた。
1997年にヴェルディ川崎の監督に専念するために早稲田大学を退職したが、監督辞任後の1998年に東京工業大学大学院社会理工学研究科博士課程に入学した。東京工業大学大学院在学中の1999年には、自らが客員研究員を務めた電通総研スポーツ文化研究チームとの共著で『スポーツ生活圏構想』を出版し、Jリーグの設立理念にも盛り込まれているスポーツを中核とした地域社会の再構築について提言を行った。2003年に東工大博士課程を修了（指導教員：石井源信）。東工大に博士論文「中学生サッカー選手におけるストレスの構造分析」を提出し「博士（学術）」の学位を取得した。

## その他
1993年のＷ杯アジア予選時、強化委員会副委員長を務め、スカウティング責任者であったことから、対戦相手の代表チームの情報を得るために、相手国の人に成りすますため、変装したり、練習をしているスタジアムの壁にはしごをかけて練習を覗き見するなどして情報を集めていたという。
Jリーグ開幕を控え、サッカーブームとなり、選手の年俸が大きく上がるなどしていた頃、加藤は「地に足を着けていないとダメだ。」と、浮かれるチームメートたちに警鐘を鳴らしていた。

## 所属クラブ
- 塩竈市立第一中学校
- 1972年 - 1974年 仙台第二高校
- 1975年 - 1979年 早稲田大学
- 1980年 - 1993年 読売クラブ/ヴェルディ川崎
- 1993年 清水エスパルス
- 1994年 ヴェルディ川崎

## 個人成績
| 国内大会個人成績 | 国内大会個人成績 | 国内大会個人成績 | 国内大会個人成績 | 国内大会個人成績 | 国内大会個人成績 | 国内大会個人成績 | 国内大会個人成績 | 国内大会個人成績 | 国内大会個人成績 | 国内大会個人成績 | 国内大会個人成績 |
| 年度             | クラブ           | 背番号           | リーグ           | リーグ戦         | リーグ戦         | リーグ杯         | リーグ杯         | オープン杯       | オープン杯       | 期間通算         | 期間通算         |
| 年度             | クラブ           | 背番号           | リーグ           | 出場             | 得点             | 出場             | 得点             | 出場             | 得点             | 出場             | 得点             |
| 日本             | 日本             | 日本             | 日本             | リーグ戦         | リーグ戦         | JSL杯/ナビスコ杯 | JSL杯/ナビスコ杯 | 天皇杯           | 天皇杯           | 期間通算         | 期間通算         |
| ---------------- | ---------------- | ---------------- | ---------------- | ---------------- | ---------------- | ---------------- | ---------------- | ---------------- | ---------------- | ---------------- | ---------------- |
| 1980             | 読売             | 26               | JSL1部           | 14               | 0                | 2                | 0                | 3                | 1                | 19               | 1                |
| 1981             | 読売             | 5                | JSL1部           | 18               | 3                | 1                | 0                | 5                | 1                | 24               | 4                |
| 1982             | 読売             | 5                | JSL1部           | 18               | 0                | 0                | 0                | 3                | 0                | 21               | 0                |
| 1983             | 読売             | 5                | JSL1部           | 18               | 0                | 3                | 1                | 3                | 0                | 24               | 1                |
| 1984             | 読売             | 5                | JSL1部           | 16               | 0                | 0                | 0                | 5                | 1                | 21               | 1                |
| 1985             | 読売             | 5                | JSL1部           | 16               | 2                | 4                | 1                | 2                | 0                | 22               | 3                |
| 1986-87          | 読売             | 5                | JSL1部           | 22               | 1                | 0                | 0                | 5                | 0                | 27               | 1                |
| 1987-88          | 読売             | 5                | JSL1部           | 22               | 2                | 1                | 0                | 5                | 0                | 28               | 2                |
| 1988-89          | 読売             | 5                | JSL1部           | 20               | 0                | 3                | 1                | 3                | 1                | 26               | 2                |
| 1989-90          | 読売             | 5                | JSL1部           | 10               | 0                | 1                | 0                | 1                | 0                | 12               | 0                |
| 1990-91          | 読売             | 5                | JSL1部           | 21               | 3                | 2                | 0                | 2                | 0                | 25               | 3                |
| 1991-92          | 読売             | 5                | JSL1部           | 20               | 0                | 0                | 0                | 5                | 0                | 25               | 0                |
| 1992             | V川崎            | -                | J                | -                | -                | 9                | 1                | 5                | 0                | 14               | 1                |
| 1993             | V川崎            | -                | J                | 1                | 0                | 1                | 0                | -                | -                | 2                | 0                |
| 1993             | 清水             | -                | J                | 14               | 0                | 0                | 0                | 3                | 0                | 17               | 0                |
| 1994             | 清水             | -                | J                | 6                | 0                | 0                | 0                | -                | -                | 6                | 0                |
| 1994             | V川崎            | -                | J                | 7                | 0                | 0                | 0                | 0                | 0                | 7                | 0                |
| 通算             | 日本             | 日本             | J                | 28               | 0                | 10               | 1                | 8                | 0                | 46               | 1                |
| 通算             | 日本             | 日本             | JSL1部           | 215              | 11               | 17               | 3                | 42               | 4                | 274              | 18               |
| 総通算           | 総通算           | 総通算           | 総通算           | 243              | 11               | 27               | 4                | 50               | 4                | 320              | 19               |

・JSL東西対抗戦　8回出場（1981年、1984年、1986年、1987年、1988年、1989年、1991年、1992年）
その他の公式戦
- 1984年
  - スーパーカップ 1試合0得点
- 1985年
  - キリンカップ 5試合1得点
- 1987-88年
  - アジアクラブ選手権 5試合1得点
- 1989年
  - アジア・アフリカクラブ選手権 1試合0得点
- 1990年
  - コニカカップ 8試合0得点
- 1991年
  - コニカカップ 4試合0得点
- 1992年
  - アジアクラブ選手権 1試合0得点
- 1992年
  - ゼロックス・チャンピオンズ・カップ 1試合0得点
- 1994年
  - Jリーグチャンピオンシップ 2試合0得点

## 代表歴

### 出場大会など
- アジア競技大会(1978,1982,1986)
- ロサンゼルスオリンピック予選
- 1986 FIFAワールドカップ・アジア予選
- ソウルオリンピック予選

### 試合数
- 国際Aマッチ 61試合 6得点(1978-1987)

| 日本代表 | 国際Aマッチ | 国際Aマッチ | その他 | その他 | 期間通算 | 期間通算 |
| 年       | 出場        | 得点        | 出場   | 得点   | 出場     | 得点     |
| -------- | ----------- | ----------- | ------ | ------ | -------- | -------- |
| 1977     | 0           | 0           | 8      | 1      | 8        | 1        |
| 1978     | 5           | 1           | 4      | 0      | 9        | 1        |
| 1979     | 0           | 0           | 0      | 0      | 0        | 0        |
| 1980     | 3           | 0           | 6      | 1      | 9        | 1        |
| 1981     | 8           | 1           | 12     | 1      | 20       | 2        |
| 1982     | 8           | 0           | 14     | 0      | 22       | 0        |
| 1983     | 7           | 1           | 12     | 0      | 19       | 1        |
| 1984     | 6           | 1           | 4      | 0      | 10       | 1        |
| 1985     | 8           | 0           | 5      | 0      | 13       | 0        |
| 1986     | 5           | 0           | 4      | 0      | 9        | 0        |
| 1987     | 11          | 2           | 12     | 0      | 23       | 2        |
| 通算     | 61          | 6           | 81     | 3      | 142      | 9        |

### 出場
| No. | 開催日         | 開催都市         | スタジアム                         | 対戦相手             | 結果       | 監督     | 大会                 |
| --- | -------------- | ---------------- | ---------------------------------- | -------------------- | ---------- | -------- | -------------------- |
| 1.  | 1978年11月23日 | 東京都           | 国立霞ヶ丘競技場陸上競技場         | ソビエト連邦         | ●1-4       | 二宮寛   | 国際親善試合         |
| 2.  | 1978年11月26日 | 大阪府           | 長居陸上競技場                     | ソビエト連邦         | ●0-3       | 二宮寛   | 国際親善試合         |
| 3.  | 1978年12月11日 | バンコク         |                                    | クウェート           | ●0-2       | 二宮寛   | アジア大会           |
| 4.  | 1978年12月13日 | バンコク         |                                    | バーレーン           | ○4-0       | 二宮寛   | アジア大会           |
| 5.  | 1978年12月15日 | バンコク         |                                    | 韓国                 | ●1-3       | 二宮寛   | アジア大会           |
| 6.  | 1980年06月09日 | 広州             |                                    | 香港                 | ○3-1       | 渡辺正   | 広州国際サッカー大会 |
| 7.  | 1980年06月11日 | 広州             |                                    | 中華人民共和国       | ●0-1       | 渡辺正   | 広州国際サッカー大会 |
| 8.  | 1980年06月18日 | 広州             |                                    | 香港                 | ○2-0       | 渡辺正   | 広州国際サッカー大会 |
| 9.  | 1981年03月08日 | 東京都           | 国立霞ヶ丘競技場陸上競技場         | 韓国                 | ●0-1       | 川淵三郎 | 日韓定期戦           |
| 10. | 1981年06月02日 | 埼玉県           | さいたま市大宮公園サッカー場       | 中華人民共和国       | △0-0       | 森孝慈   | ジャパンカップ       |
| 11. | 1981年06月19日 | 大邱             |                                    | マレーシア           | ○2-0       | 森孝慈   | 韓国大統領杯         |
| 12. | 1981年06月21日 | 釜山             |                                    | 韓国                 | ●0-2       | 森孝慈   | 韓国大統領杯         |
| 13. | 1981年08月30日 | クアラルンプール |                                    | マレーシア           | ○2-0       | 森孝慈   | ムルデカ大会         |
| 14. | 1981年09月08日 | クアラルンプール |                                    | アラブ首長国連邦     | ○3-2       | 森孝慈   | ムルデカ大会         |
| 15. | 1981年09月14日 | クアラルンプール |                                    | インドネシア         | ○2-0       | 森孝慈   | ムルデカ大会         |
| 16. | 1981年09月18日 | クアラルンプール |                                    | イラク               | ●0-2       | 森孝慈   | ムルデカ大会         |
| 17. | 1982年03月21日 | ソウル           |                                    | 韓国                 | ●0-3       | 森孝慈   | 日韓定期戦           |
| 18. | 1982年06月02日 | 広島県           | 広島県総合グランドメインスタジアム | シンガポール         | ○2-0       | 森孝慈   | ジャパンカップ       |
| 19. | 1982年07月15日 | スチャバ         |                                    | ルーマニア           | ●0-4       | 森孝慈   | 国際親善試合         |
| 20. | 1982年07月18日 | ブカレスト       |                                    | ルーマニア           | ●1-3       | 森孝慈   | 国際親善試合         |
| 21. | 1982年11月21日 | ニューデリー     |                                    | イラン               | ○1-0       | 森孝慈   | アジア大会           |
| 22. | 1982年11月23日 | ニューデリー     |                                    | 南イエメン           | ○3-1       | 森孝慈   | アジア大会           |
| 23. | 1982年11月25日 | ニューデリー     |                                    | 韓国                 | ○2-1       | 森孝慈   | アジア大会           |
| 24. | 1982年11月28日 | ニューデリー     |                                    | イラク               | ●0-1(延長) | 森孝慈   | アジア大会           |
| 25. | 1983年03月06日 | 東京都           | 国立霞ヶ丘競技場陸上競技場         | 韓国                 | △1-1       | 森孝慈   | 日韓定期戦           |
| 26. | 1983年06月07日 | 東京都           | 国立霞ヶ丘競技場陸上競技場         | シリア               | ○1-0       | 森孝慈   | ジャパンカップ       |
| 27. | 1983年09月04日 | 東京都           | 国立霞ヶ丘競技場陸上競技場         | フィリピン           | ○7-0       | 森孝慈   | オリンピック予選     |
| 28. | 1983年09月15日 | 東京都           | 国立霞ヶ丘競技場陸上競技場         | チャイニーズタイペイ | ○2-0       | 森孝慈   | オリンピック予選     |
| 29. | 1983年09月20日 | 台北             |                                    | チャイニーズタイペイ | △1-1       | 森孝慈   | オリンピック予選     |
| 30. | 1983年09月25日 | オークランド     |                                    | ニュージーランド     | ●1-3       | 森孝慈   | オリンピック予選     |
| 31. | 1983年10月07日 | 東京都           | 国立霞ヶ丘競技場陸上競技場         | ニュージーランド     | ●0-1       | 森孝慈   | オリンピック予選     |
| 32. | 1984年04月15日 | シンガポール     |                                    | タイ                 | ●2-5       | 森孝慈   | オリンピック予選     |
| 33. | 1984年04月18日 | シンガポール     |                                    | マレーシア           | ●1-2       | 森孝慈   | オリンピック予選     |
| 34. | 1984年04月21日 | シンガポール     |                                    | イラク               | ●1-2       | 森孝慈   | オリンピック予選     |
| 35. | 1984年04月26日 | シンガポール     |                                    | カタール             | ●1-2       | 森孝慈   | オリンピック予選     |
| 36. | 1984年05月31日 | 埼玉県           | さいたま市大宮公園サッカー場       | 中華人民共和国       | ○1-0       | 森孝慈   | ジャパンカップ       |
| 37. | 1984年09月30日 | ソウル           |                                    | 韓国                 | ○2-1       | 森孝慈   | 日韓定期戦           |
| 38. | 1985年02月23日 | シンガポール     |                                    | シンガポール         | ○3-1       | 森孝慈   | ワールドカップ予選   |
| 39. | 1985年03月21日 | 東京都           | 国立霞ヶ丘競技場陸上競技場         | 北朝鮮               | ○1-0       | 森孝慈   | ワールドカップ予選   |
| 40. | 1985年04月30日 | 平壌             |                                    | 北朝鮮               | △0-0       | 森孝慈   | ワールドカップ予選   |
| 41. | 1985年05月18日 | 東京都           | 国立霞ヶ丘競技場陸上競技場         | シンガポール         | ○5-0       | 森孝慈   | ワールドカップ予選   |
| 42. | 1985年08月11日 | 愛知県           | 神戸総合運動公園ユニバー記念競技場 | 香港                 | ○3-0       | 森孝慈   | ワールドカップ予選   |
| 43. | 1985年09月22日 | 香港             |                                    | 香港                 | ○2-1       | 森孝慈   | ワールドカップ予選   |
| 44. | 1985年10月26日 | 東京都           | 国立霞ヶ丘競技場陸上競技場         | 韓国                 | ●1-2       | 森孝慈   | ワールドカップ予選   |
| 45. | 1985年11月03日 | ソウル           |                                    | 韓国                 | ●0-1       | 森孝慈   | ワールドカップ予選   |
| 46. | 1986年08月01日 | クアラルンプール |                                    | マレーシア           | ●1-2(延長) | 石井義信 | ムルデカ大会         |
| 47. | 1986年09月20日 | 大田             |                                    | ネパール             | ○5-0       | 石井義信 | アジア大会           |
| 48. | 1986年09月22日 | 大田             |                                    | イラン               | ●0-2       | 石井義信 | アジア大会           |
| 49. | 1986年09月24日 | 大田             |                                    | クウェート           | ●0-2       | 石井義信 | アジア大会           |
| 50. | 1986年09月28日 | 大田             |                                    | バングラデシュ       | ○4-0       | 石井義信 | アジア大会           |
| 51. | 1987年04月08日 | 東京都           | 国立霞ヶ丘競技場陸上競技場         | インドネシア         | ○3-0       | 石井義信 | オリンピック予選     |
| 52. | 1987年04月12日 | 東京都           | 国立霞ヶ丘競技場陸上競技場         | シンガポール         | ○1-0       | 石井義信 | オリンピック予選     |
| 53. | 1987年05月27日 | 広島県           | 広島県総合グランドメインスタジアム | セネガル             | △2-2       | 石井義信 | キリンカップ         |
| 54. | 1987年06月14日 | シンガポール     |                                    | シンガポール         | ○1-0       | 石井義信 | オリンピック予選     |
| 55. | 1987年06月26日 | インドネシア     |                                    | インドネシア         | ○2-1       | 石井義信 | オリンピック予選     |
| 56. | 1987年09月02日 | バンコク         |                                    | タイ                 | △0-0       | 石井義信 | オリンピック予選     |
| 57. | 1987年09月15日 | 東京都           | 国立霞ヶ丘競技場陸上競技場         | ネパール             | ○5-0       | 石井義信 | オリンピック予選     |
| 58. | 1987年09月18日 | 東京都           | 国立霞ヶ丘競技場陸上競技場         | ネパール             | ○9-0       | 石井義信 | オリンピック予選     |
| 59. | 1987年09月26日 | 東京都           | 国立霞ヶ丘競技場陸上競技場         | タイ                 | ○1-0       | 石井義信 | オリンピック予選     |
| 60. | 1987年10月04日 | 広州             |                                    | 中華人民共和国       | ○1-0       | 石井義信 | オリンピック予選     |
| 61. | 1987年10月26日 | 東京都           | 国立霞ヶ丘競技場陸上競技場         | 中華人民共和国       | ●0-2       | 石井義信 | オリンピック予選     |

### 得点数
| # | 年月日         | 開催地                       | 対戦国           | スコア | 結果 | 試合概要             |
| - | -------------- | ---------------------------- | ---------------- | ------ | ---- | -------------------- |
| 1 | 1978年12月15日 | タイ、バンコク               | 韓国             | 1-3    | 敗戦 | アジア競技大会       |
| 2 | 1981年9月8日   | マレーシア、クアラルンプール | アラブ首長国連邦 | 3-2    | 勝利 | ムルデカ大会         |
| 3 | 1983年9月4日   | 日本、東京                   | フィリピン       | 7-0    | 勝利 | ロサンゼルス五輪予選 |
| 4 | 1984年5月31日  | 日本、大宮                   | 中国             | 1-0    | 勝利 | ジャパンカップ       |
| 5 | 1987年9月15日  | 日本、東京                   | ネパール         | 5-0    | 勝利 | ソウル五輪予選       |
| 6 | 1987年9月18日  | 日本、東京                   | ネパール         | 9-0    | 勝利 | ソウル五輪予選       |

## 学歴
- 1979年 早稲田大学教育学部教育学科体育学専修卒業（教育学士(早稲田大学)）
- 1981年 筑波大学大学院体育学研究科修士課程修了（体育学修士(筑波大学)
- 2003年 東京工業大学大学院社会理工学研究科博士課程修了（博士（学術）(東京工業大学)）

## 職歴
- 1981年 - 1984年 早稲田大学体育局助手
- 1984年 - 1991年 早稲田大学体育局専任講師
- 1991年 - 1997年 早稲田大学人間科学部助教授

## 指導歴
- 1991年 日本サッカー協会 強化委員
- 1993年 日本サッカー協会 強化委員会副委員長
- 1994年 - 1996年 日本サッカー協会 強化委員長
- 1997年 - 同年6月 ヴェルディ川崎 監督
- 1997年 - 1998年 ヴェルディ川崎 テクニカルディレクター
- 1999年 Jリーグ技術委員会委員
- 2000年 湘南ベルマーレ 監督
- 2002年 - 2004年 沖縄かりゆしFC 監督兼GM
- 2005年 - 2006年 ヴィクサーレ沖縄FC 代表兼総監督
- 2007年 - 2010年7月：京都サンガF.C. 取締役兼総監督→監督
- 2011年 - 2012年10月 JFA復興支援特任コーチ
- 2014年 - 2016年 ジュビロ磐田 GM
- 2019年2月 - 2020年9月 FC町田ゼルビア 未来プロジェクトリーダー
- 2020年10月 - 2022年8月 京都サンガF.C. 強化育成本部長

## 監督成績
| 年度 | クラブ       | 所属 | 試合数 | 勝 | 分 | 敗 | 勝点 | 順位 | ナビスコ杯     | 天皇杯     |
| ---- | ------------ | ---- | ------ | -- | -- | -- | ---- | ---- | -------------- | ---------- |
| 1997 | V川崎        | J1   | 12     | 4  | -  | 8  | 10   | 16位 | 予選リーグ敗退 | -          |
| 2000 | 湘南         | J2   | 40     | 15 | 1  | 24 | 43   | 8位  | 1回戦敗退      | 3回戦敗退  |
| 2003 | 沖縄かりゆし | 九州 | 22     | 18 | 0  | 4  | 54   | 優勝 | -              | 2回戦敗退  |
| 2004 | 沖縄かりゆし | 九州 | 18     | 15 | 0  | 3  | 25   | 2位  | -              | 県予選敗退 |
| 2007 | 京都         | J2   | 8      | 4  | 3  | 1  | 15   | 3位  | -              | 3回戦敗退  |
| 2008 | 京都         | J1   | 34     | 11 | 8  | 15 | 41   | 14位 | 予選リーグ敗退 | 5回戦敗退  |
| 2009 | 京都         | J1   | 34     | 11 | 8  | 15 | 41   | 12位 | 予選リーグ敗退 | 3回戦敗退  |
| 2010 | 京都         | J1   | 14     | 2  | 4  | 8  | 10   | 18位 | 予選リーグ敗退 | -          |
| 通算 | -            | -    | 184    | 80 | 24 | 78 | -    | -    | -              |            |

## 主な著書

### 単著
- 『最新サッカー入門』（小学館、小学館入門百科シリーズ） 1993年
- 『ひとりの集団』 (講談社） 1997年
- 『まるごとワールドカップ』 (ポプラ社） 2002年
- 『完全敵地』 (集英社） 2005年

### 訳著
- 『サッカーのメンタルトレーニング』 (Bill Beswick原作、大修館書店） 2004年